# Faktor-Zertifikat
Ein Faktor-Zertifikat (auch Faktor-Optionsschein) ist – ähnlich wie ein Mini-Future- oder Knock-out-Zertifikat – ein finanzmarkttechnisches Hebelprodukt. Mit einem Faktor-Zertifikat kann ein Anleger überproportional an der Wertentwicklung eines Basis- oder Referenzwertes (z. B. Aktie oder Aktienindex) partizipieren.

## Grundsätzliches
Faktor-Zertifikate gehören zur Kategorie der Inhaberschuldverschreibung. Der Emittent gibt dem Besitzer ein verbrieftes Recht, eine definierte Leistung zu erbringen. Faktor-Zertifikate sind grundsätzlich in zwei Formen ausgestaltet: als Longposition, um an steigenden Kursen zu partizipieren, und als Shortposition, um an fallenden Kursen zu partizipieren (siehe Long- und Short-Position). Je nach Faktor wirkt die Wertentwicklung um ein Vielfaches zum Basiswert. Faktor-Zertifikate haben eine unbegrenzte Laufzeit und werden in der Regel am regulären Kapitalmarkt (Börse) gehandelt. Sie können somit innerhalb der Börsenöffnungszeiten gekauft oder verkauft werden.

## Funktionsweise
Im Gegensatz zum Mini-Future oder Knock-out-Zertifikat hat ein Faktor-Zertifikat keine Knock-out-Schwelle (Strike-Level). Es kann also nicht wertlos verfallen. Die Berechnung oder Wertentwicklung ergibt sich aus einem eigens berechneten Index, der die Wertänderung des Basiswertes zum Vortagesschlusskurs, multipliziert mit einem festgelegten Faktor wiedergibt. Die Hebelwirkung ist demnach konstant, was ein wesentlicher Unterschied zum Knock-out-Zertifikat und vielen anderen Hebelprodukten ist. Da die Wertentwicklung also nicht nur von der Entwicklung des Referenzwertes abhängig ist, sondern insbesondere von der Wertänderung zum Vortag, spricht man auch von einer Pfadabhängigkeit. Dies kann ein großer Nachteil sein, da bei dieser Konstruktionsweise eine seitwärts laufende Kursentwicklung des Basiswertes bereits zu Verlusten führt. Es eignet sich daher nur kurzfristig für deutlich steigende oder deutlich fallende Kursentwicklungen. Des Weiteren trägt der Anleger die Finanzierungskosten für den Hebel sowie ein jährliches Verwaltungsentgelt. Faktor-Zertifikate werden, wie auch andere Zertifikate, mit einem Bezugsverhältnis zum Basiswert ausgegeben (meist 0,01 oder kleiner).
Der Emittent geht grundsätzlich keine Gegenposition zum Anleger ein, sondern sichert sich ab. Dies erfolgt im einfachsten Fall durch den Kauf einer mit dem Hebelfaktor zu multiplizierenden Menge des Basiswerts, also einer Aktie oder eines Futures. Die Finanzierungskosten für den Hebel werden in der Regel über einen Aufschlag auf einen marktbreiten Referenzzinssatz, wie z. B. den jeweils tagesgültigen Interbanken-Tagesgeldsatz EONIA, direkt in der Preisstellung des Zertifikats berücksichtigt.
Faktor-Zertifikate sind in der Regel mit Faktor 2 bis 10 verfügbar.

### Beispiel
Ein Anleger möchte am Aktienindex DAX mit einem Faktor-Zertifikat des Faktors 2 und Bezugsverhältnis 0,01 von steigenden Kursen profitieren (Longposition).
Der Index DAX und das zugehörige Zertifikat zeigen im Verlauf von 5 Tagen nun folgende Kursentwicklung (Gebühren nicht berücksichtigt):
|                      | Anfangskurs | Tag 1  | Tag 2 | Tag 3   | Tag 4   | Tag 5  |
| -------------------- | ----------- | ------ | ----- | ------- | ------- | ------ |
| DAX                  | 10.000 Pkt. | 10.300 | 9.270 | 8.991,9 | 9.531,4 | 10.008 |
|                      |             | +3 %   | −10 % | −3 %    | +6 %    | +5 %   |
| Faktor-Zertifikat 2x | 100 EUR     | 106    | 84,80 | 79,71   | 89,28   | 98,21  |
|                      |             | +6 %   | −20 % | −6 %    | +12 %   | +10 %  |

Das Zertifikat vollzieht immer den doppelten Gewinn oder den doppelten Verlust des Referenzwertes. Obwohl der Basiswert am Ende kaum eine Veränderung zeigt, hat das Zertifikat einen Verlust gemacht.

## Vergleich zum Knock-out-Zertifikat
Der Vorteil im Vergleich zum Knock-out-Zertifikat zeigt sich erst bei deutlichen Kursänderungen. Während bei einem Knock-out-Zertifikat (Longposition) bei steigendem Kurs des Basiswertes der Hebel immer mehr verwässert und bei fallenden Kursen immer weiter stärker wird, bleibt er beim Faktor-Zertifikat dauerhaft konstant. In umgekehrter Weise trifft dies gleichfalls für die Shortpositionen zu.

### Beispiel
- Basiswert DAX; Anfangskurs 10.000 Pkt.
- Faktor-Zertifikat 2x; Bezugsverhältnis 0,01; 100 EUR
- Knock-out-Zertifikat mit Strike-Level 5.000 Pkt.; Bezugsverhältnis 0,01; (10.000-5.000)x0,01 = 50 EUR

(entspricht einem Hebel von 2 zu Beginn; Aufgeld und Gebühren weggelassen).
|                      | Anfangskurs | Tag 1  | Tag 2  | Tag 3  | Tag 4    | Tag 5    | Gesamt  |
| -------------------- | ----------- | ------ | ------ | ------ | -------- | -------- | ------- |
| DAX                  | 10.000 Pkt. | 10.100 | 10.605 | 10.923 | 11.469,3 | 12.157,5 |         |
|                      |             | +1 %   | +5 %   | +3 %   | +5 %     | +6 %     | +21,6 % |
| Faktor-Zertifikat 2x | 100 EUR     | 102    | 112,20 | 118,93 | 130,83   | 146,52   |         |
|                      |             | +2 %   | +10 %  | +6 %   | +10 %    | +12 %    | +46,5 % |
| Knock-out-Zertifikat | 50 EUR      | 51     | 56,05  | 59,23  | 64,70    | 71,57    |         |
|                      |             | +2 %   | +9,9 % | +5,7 % | +9,2 %   | +10,6 %  | +43,2 % |

Hier zeigt sich, dass das Knock-out-Zertifikat im Vergleich zum Faktor-Zertifikat, trotz des gleichen Hebels, 5 % weniger Gewinn erzielt hat. Bei fallenden Kursen würde sich hier der Hebel beim Knock-out-Zertifikat zu Ungunsten des Anlegers verstärken.

## Weitere Risiken
Der Emittent hat ein tägliches Kündigungsrecht. Im Falle einer Auslösung kann dies unter Umständen zu einem ungünstigen Zeitpunkt für den Anleger kommen, wenn sich das Zertifikat gerade in der Verlustzone befindet.
Je höher der Hebel, desto höher sind die Gewinnchancen, aber auch die möglichen Verluste für den Anleger.
Gleichfalls steigen mit einem höheren Hebel auch die Finanzierungskosten an.
Durch die täglichen Anpassungstransaktionen, die zur Erhaltung des konstanten Faktors erforderlich sind, wird jedes Faktor-Zertifikat irgendwann nahe null Euro gehandelt. (Bei fallendem Kurs des Basiswerts muss dieser verkauft und bei steigendem zurückgekauft werden.)
Fällt der Kurs des dem Wertpapier zugrundeliegenden Basiswerts erheblich (gegebenenfalls sogar unter Anwendung einer Untertägigen Anpassung), so fällt der Wert der Hebelkomponente und damit der Kapitalwert auf
einen Wert nahe Null. Dies kann zu Verlusten nahe einem Totalverlust führen.
Notiert der Basiswert in einer Fremdwährung, kommt zusätzlich noch das Währungsrisiko hinzu. Dies betrifft insbesondere Rohstoffe als Basiswert.